# 南南线轮渡
南南线轮渡，原称周南线轮渡。为中国上海市黄浦江上一条已经撤销的对江轮渡航线。航线北起黄浦区南江路轮渡站，南至浦东新区南码头轮渡站。航线开办于1986年9月26日，初运营时航线由南江路轮渡站至周家渡2号轮渡站，称为周南线轮渡。航线与西侧周江线轮渡形成双线渡运格局，以分流其客流压力。因配合2010年上海世博会建设，自2006年10月15日凌晨1：00起，航线浦东周家渡2号轮渡站关闭，2006年10月15日凌晨5：00起，航线改停南码头轮渡站，同时更名为南南线轮渡，为临时性质。2008年9月20日起，因配合上海世博建设，南南线航线撤销。

## 历史

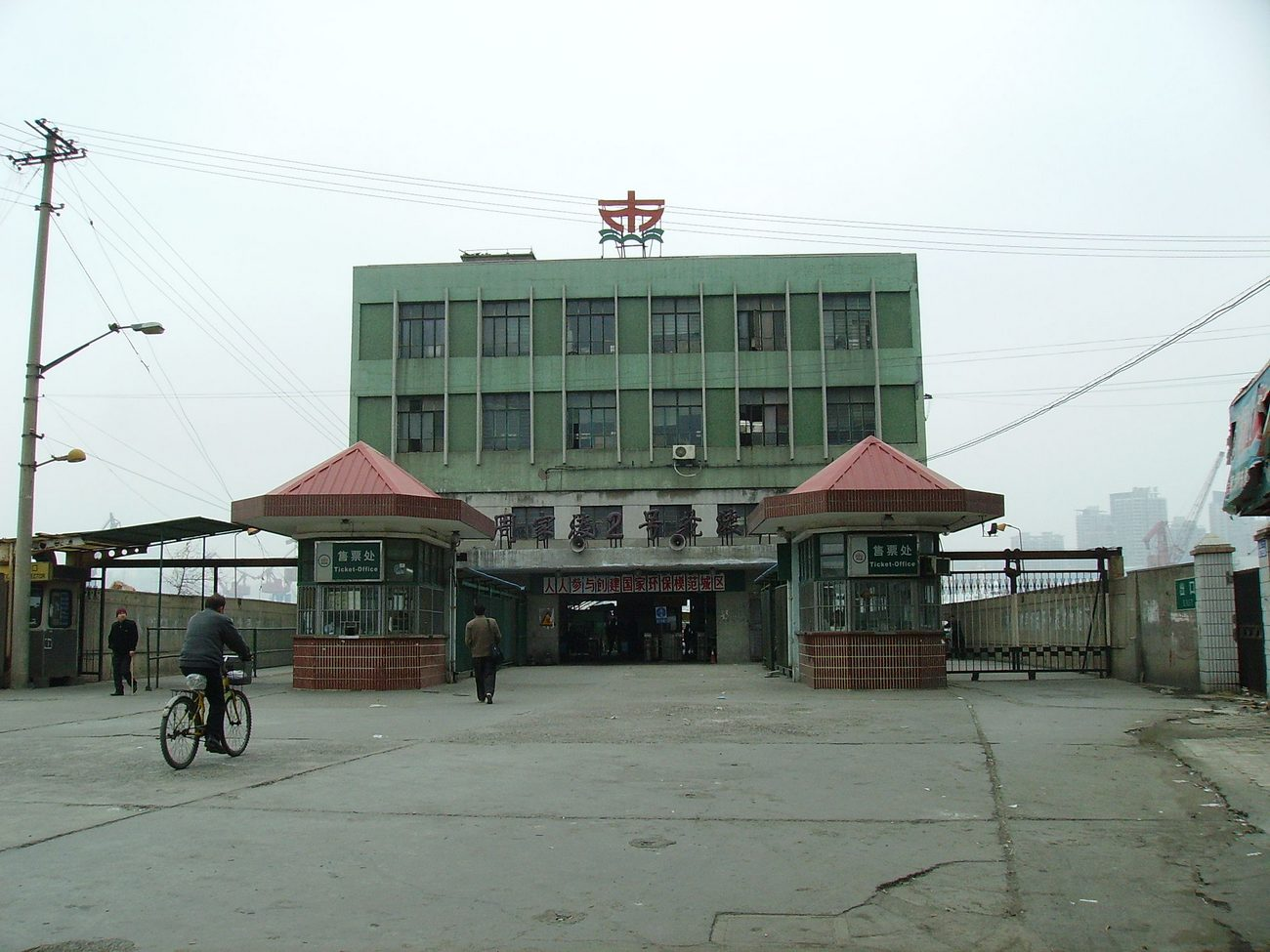
周家渡2号轮渡站（2006年）

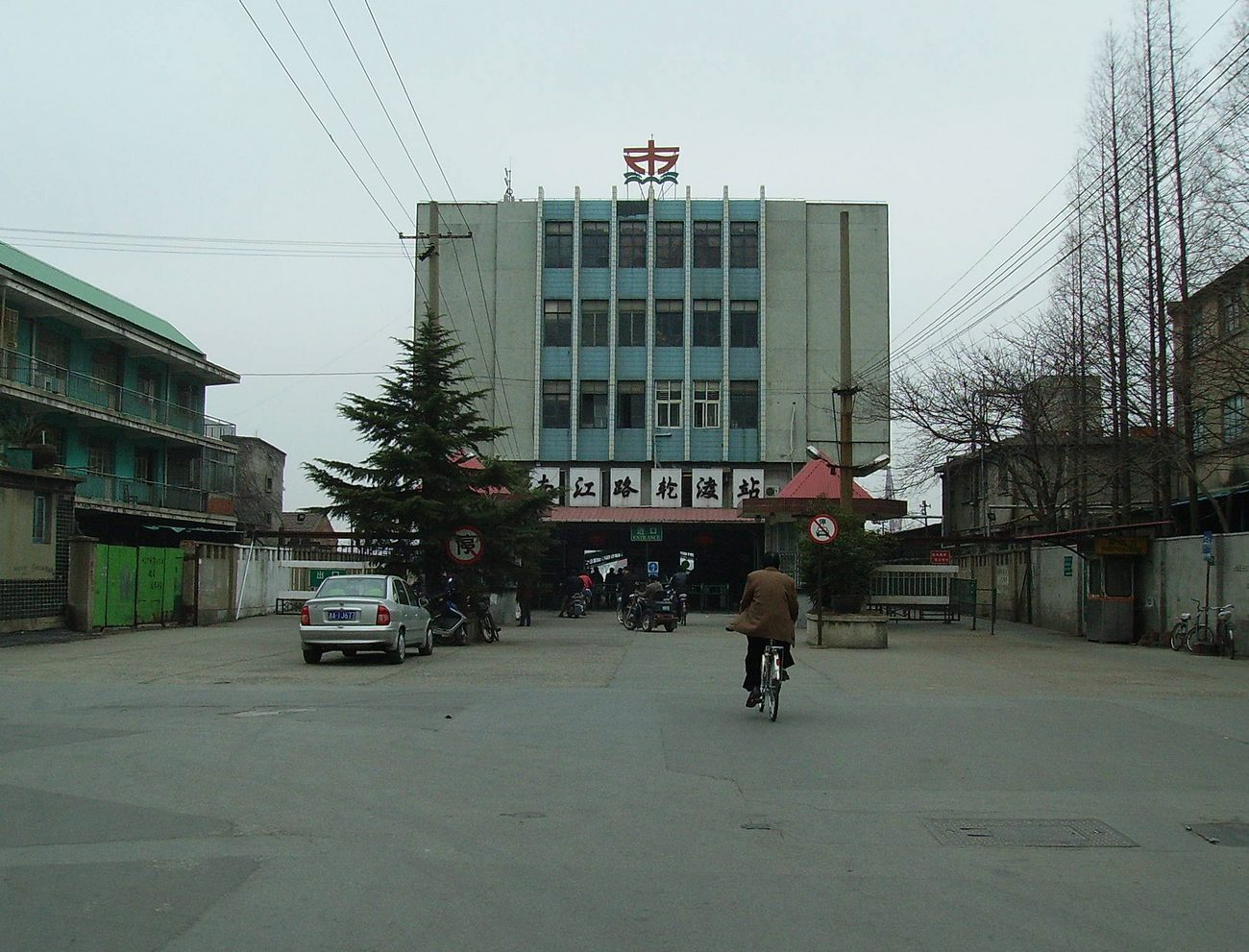
南江路轮渡站（2006年）

20世纪80年代初期，随着浦东地区开发，市区居民动迁至浦东等因素，周家渡地区“过江难”矛盾日益突出，仅周江线一条轮渡航线已无法满足需要。1982年3月3日，由上海市内河航运局提出在周家渡地区新辟双线轮渡的计划。新建轮渡站选址在周江线东侧，浦西一侧码头坐落在南江路1号，命名为南江路轮渡站；浦东一侧码头坐落在浦东周家渡西村路东村93号，命名为周家渡2号轮渡站。工程于1984年10月25日正式动工，1986年9月10日竣工，1986年9月25日，上海市轮渡公司在南江路轮渡站举行开航典礼。1986年9月26日凌晨6时，周南线航线开通，实行通宵通航。

因配合2010年上海世博会建设，自2006年10月15日凌晨1：00起，航线浦东周家渡2号轮渡站关闭。2006年10月15日凌晨5：00起，航线改停南陆线轮渡南码头轮渡站西侧新建的码头与临时候船室，同时更名为南南线轮渡，航线为临时性质。2007年11月17日起，南南线轮渡运营时间调整为6：00-21：00。2008年9月20日起，南南线航线因配合上海世博建设而撤销。

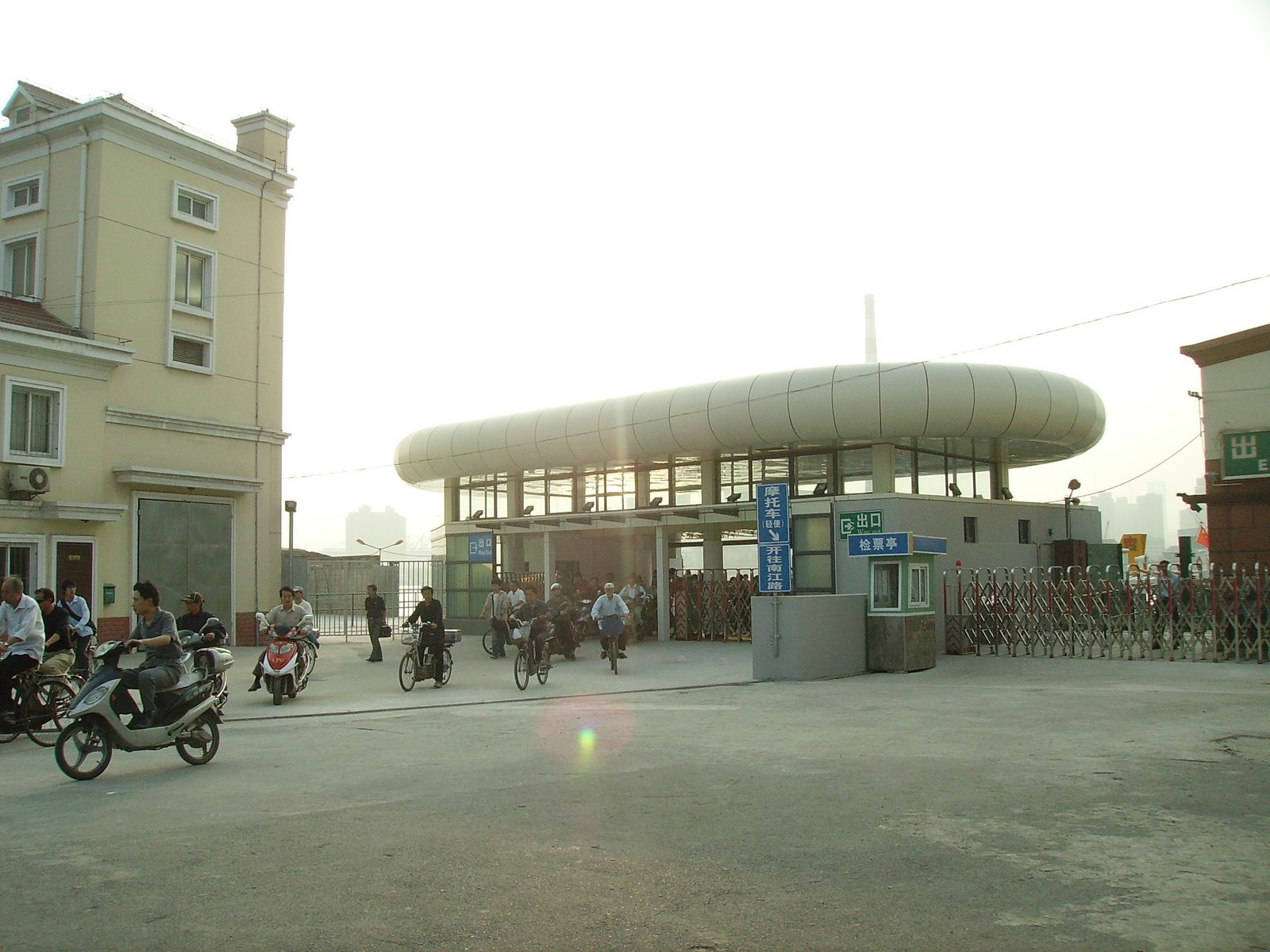
南码头路2号轮渡站出口（2006年）

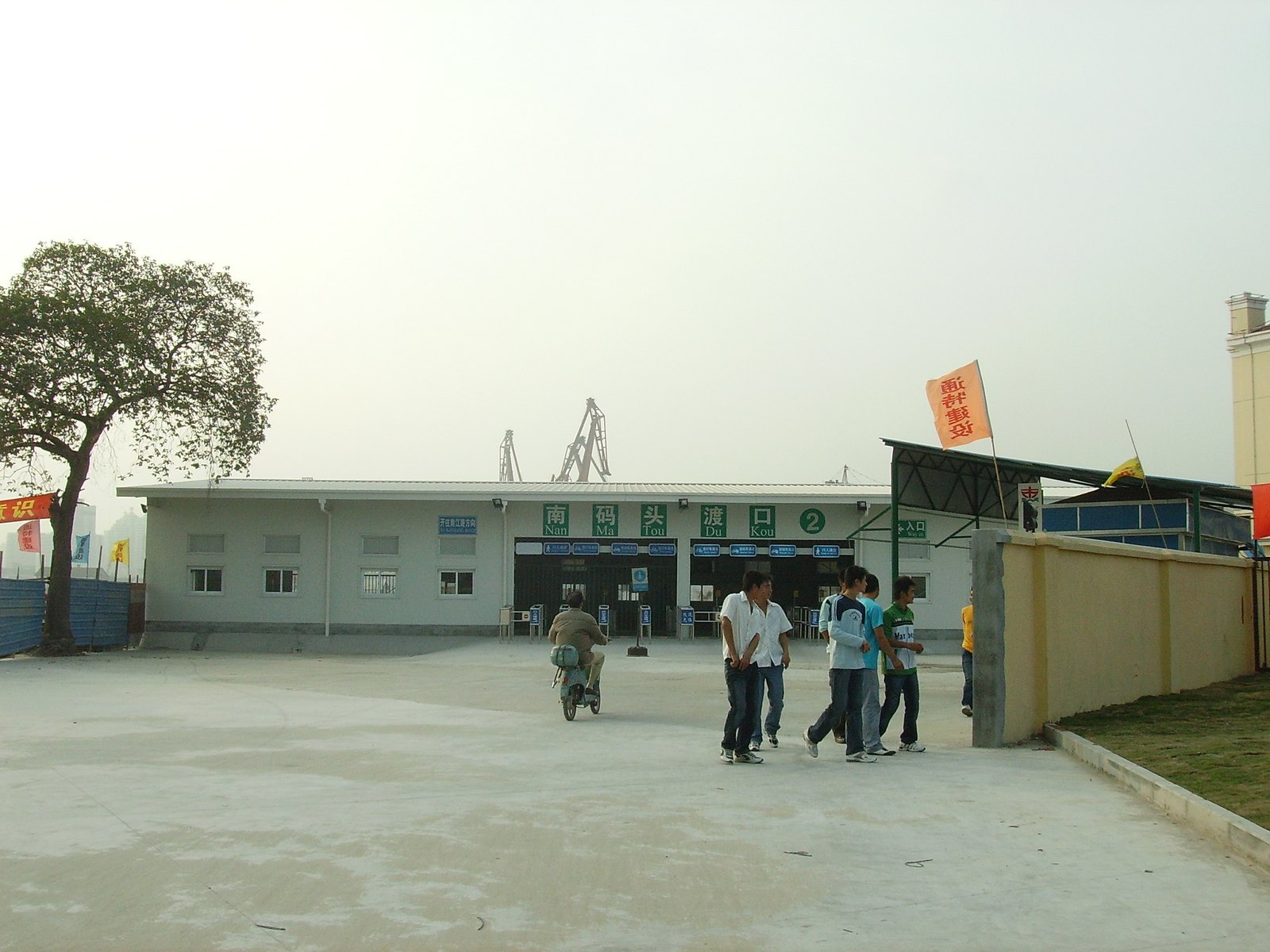
南码头路2号轮渡站入口（2006年）

## 码头位置
南南线轮渡所在地区全部在2010年上海世博会场址规划区内，在世博园开放后的园区交通中设置有几条水上交通线，其码头大多设置与当年在此地运营的几条对江轮渡航线码头附近。

在浦西一侧，南江路轮渡站位于世博L1轮渡码头与M1水门码头西侧；浦东一侧，周家渡2号轮渡站位于世博L2轮渡码头与M2水门码头西侧，轮渡站原址地区现已改建成梅赛德斯-奔驰文化中心（原世博文化中心）。而南码头轮渡站临时候船室则建在南陆线轮渡站西侧，现已拆除。